# Kostel svatého Havla (Teplýšovice)
Kostel svatého Havla v Teplýšovicích je kostel katolické církve, zasvěcený svatému Havlovi. Kostel byl zničen při prusko-rakouských válkách. Znovu byl postaven v roce 1754 v barokním stylu.

## Historie
První písemné zmínky o kostele svatého Havla pocházejí již ze 14. století. Budova byla původně dřevěná. Při husitských válkách dokonce fara zanikla (patrně byla připojena k Mnichovicím, nebo Choceradům). V průběhu třicetileté války kostel poprvé vyhořel. K jeho opravě došlo okolo roku 1664. Kostel byl úplně zničen během prusko-rakouské války. Znovu byl postaven roku 1754, kdy také dostal svou dnešní podobu. V průběhu let prošel kostel menšími úpravami. V roce 1999 proběhla na kostele celková rekonstrukce.